# Equitazione ai Giochi della XXX Olimpiade - Salto ostacoli a squadre
La gara di salto ostacoli a squadre ai giochi olimpici di Londra 2012 si è svolta tra il 4 e il 6 agosto 2012 presso il Greenwich Park.

La competizione, che coinvolge 15 squadre da 4 binomi l'una, prevede due round.

Nel primo vi è la selezione degli 8 teams che prenderanno parte al round successivo che corrisponde alla finale.

Poiché al termine del secondo round la Gran Bretagna e l'Olanda si sono trovate a pari merito vi è stato un Jump-Off per decretare la squadra vincitrice della medaglia d'oro. I padroni di casa, gli inglesi, l'hanno spuntata.
Le qualifiche e il primo round si sono svolte su un percorso di 510 metri in un tempo consentito di 1:22 minuti; il secondo round si è svolto su 550 metri per un tempo minimo di 1:28 minuti.

## Programma
| Data                   | Ora         | Turno            |
| ---------------------- | ----------- | ---------------- |
| Sabato 4 agosto 2012   | 10:30       | Qualificazioni   |
| Domenica 5 agosto 2012 | 11:00       | Round 1          |
| Lunedì 6 agosto 2012   | 14:00 16:35 | Round 2 Jump-off |

## Podio
| Oro           | Argento | Bronzo         |
| Gran Bretagna | Olanda  | Arabia Saudita |

## Classifica finale
| Posizione                                     | Nazione        |                                      |                           | Round 1      | Round 1  | Round 2      | Round 2  | TOT |             |          |
| Posizione                                     | Nazione        | Binomio                              | Binomio                   | Penalità     | Penalità | Penalità     | Penalità | TOT | Jump-off    | Jump-off |
| Posizione                                     | Nazione        | Cavaliere                            | Cavallo                   | Individuale  | Team     | Individuale  | Team     | TOT | Individuale | Team     |
| --------------------------------------------- | -------------- | ------------------------------------ | ------------------------- | ------------ | -------- | ------------ | -------- | --- | ----------- | -------- |
|                                               | Gran Bretagna  | Scott Brash                          | Hello Sanctos             | 4            | 4 Q      | 0            | 4        | 8   | 4           | 0        |
| Peter Charles                                 | Gran Bretagna  | Vindicat                             | 8                         | 5            | 4 Q      | 0            | 4        | 8   |             | 0        |
| Ben Maher                                     | Gran Bretagna  | Tripple X                            | 0                         | 4            | 4 Q      | 0            | 4        | 8   |             | 0        |
| Nick Skelton                                  | Gran Bretagna  | Big Star                             | 0                         | 0            | 4 Q      | 0            | 4        | 8   |             | 0        |
|                                               | Paesi Bassi    | Marc Houtzager                       | Tamino                    | 0            | 4 Q      | 0            | 4        | 8   | 4           | 4        |
| Gerco Schröder                                | Paesi Bassi    | London                               | 4                         | 4            | 4 Q      | -            | 4        | 8   |             | 4        |
| Maikel van der Vleuten                        | Paesi Bassi    | Verdi                                | 0                         | 0            | 4 Q      | 8            | 4        | 8   |             | 4        |
| Jur Vrieling                                  | Paesi Bassi    | Bubalu                               | 8                         | 8            | 4 Q      | 0            | 4        | 8   |             | 4        |
|                                               | Arabia Saudita | Ramzy Al Duhami                      | Bayard van de Villa There | 0            | 1 Q      | 4            | 13       | 14  |             |          |
| S.A.R. Principe Abd Allah bin Mut'ib Al Sa'ud | Arabia Saudita | Davos                                | 0                         | 4            | 1 Q      |              | 13       | 14  |             |          |
| Kamal Bahamdan                                | Arabia Saudita | Noblesse des Tess                    | 1                         | 5            | 1 Q      |              | 13       | 14  |             |          |
| Abdullah Waleed Sharbatly                     | Arabia Saudita | Sultan                               | 4                         | 6            | 1 Q      |              | 13       | 14  |             |          |
| 4                                             | Svizzera       | Paul Estermann                       | Castlefield Eclipse       | 0            | 4 Q      | 8            | 12       | 16  |             |          |
| 4                                             | Svizzera       | Steve Guerdat                        | Nino des Buissonnets      | 4            | 4 Q      | 4            | 12       | 16  |             |          |
| 4                                             | Svizzera       | Werner Muff                          | Kiamon                    | 4            | 4 Q      | 12           | 12       | 16  |             |          |
| 4                                             | Svizzera       | Pius Schwizer                        | Carlina IV                | 0            | 4 Q      | 0            | 12       | 16  |             |          |
| 5                                             | Canada         | Tiffany Foster                       | Victor                    | Squalificata | 5 Q      | Squalificata | 21       | 26  |             |          |
| 5                                             | Canada         | Jill Henselwood                      | George                    | 4            | 5 Q      | 9            | 21       | 26  |             |          |
| 5                                             | Canada         | Eric Lamaze                          | Derly Chin de Muze        | 1            | 5 Q      | 8            | 21       | 26  |             |          |
| 5                                             | Canada         | Ian Millar                           | Star Power                | 0            | 5 Q      | 4            | 21       | 26  |             |          |
| 6                                             | Svezia         | Rolf-Göran Bengtsson                 | Casall                    | 0            | 0 Q      | 8            | 24       | 28  |             |          |
| 6                                             | Svezia         | Lisen Fredricson                     | Matrix                    | 4            | 0 Q      | 12           | 24       | 28  |             |          |
| 6                                             | Svezia         | Jens Fredricson                      | Lunatic                   | 8            | 0 Q      | 4            | 24       | 28  |             |          |
| 6                                             | Svezia         | Henrik von Eckermann                 | Allerdings                | 0            | 0 Q      | 16           | 24       | 28  |             |          |
| 6                                             | Stati Uniti    | Rich Fellers                         | Flexible                  | 0            | 8 Q      | 8            | 20       | 28  |             |          |
| 6                                             | Stati Uniti    | Reed Kessler                         | Cylana                    | 8            | 8 Q      | 12           | 20       | 28  |             |          |
| 6                                             | Stati Uniti    | Elizabeth Madden                     | Via Volo                  | 4            | 8 Q      | 4            | 20       | 28  |             |          |
| 6                                             | Stati Uniti    | McLain Ward                          | Antares                   | 4            | 8 Q      | 8            | 20       | 28  |             |          |
| 8                                             | Brasile        | Alvaro Affonso de Miranda Neto       | Rahmannshof's Bogeno      | 0            | 8 Q      | 8            | 59       | 67  |             |          |
| 8                                             | Brasile        | Carlos Motta Ribas                   | Wilexo                    | -            | 8 Q      | -            | 59       | 67  |             |          |
| 8                                             | Brasile        | Rodrigo Pessoa                       | Rebozo                    | 4            | 8 Q      | 5            | 59       | 67  |             |          |
| 8                                             | Brasile        | Jose Roberto Reynoso Fernandez Filho | Maestro St. Lois          | 4            | 8 Q      | 46           | 59       | 67  |             |          |
| 9                                             | Messico        | Jaime Azcarragua                     | Gangster                  | 12           | 10       |              |          |     |             |          |
| 9                                             | Messico        | Federico Fernandez                   | Victoria                  | 6            | 10       |              |          |     |             |          |
| 9                                             | Messico        | Alberto Michan                       | Rosalia la Silla          | 0            | 10       |              |          |     |             |          |
| 9                                             | Messico        | Nicolas Pizarro                      | Crossing Jordan           | 4            | 10       |              |          |     |             |          |
| 10                                            | Australia      | Julia Hargreaves                     | Vedor                     | 8            | 12       |              |          |     |             |          |
| 10                                            | Australia      | James Paterson-Robinson              | Lanosso                   | 4            | 12       |              |          |     |             |          |
| 10                                            | Australia      | Edwina Tops-Alexander                | Itot du Chateau           | 0            | 12       |              |          |     |             |          |
| 10                                            | Australia      | Matt Williams                        | Watch Me                  | 12           | 12       |              |          |     |             |          |
| 10                                            | Germania       | Christian Ahlmann                    | Codex One                 | 4            | 12       |              |          |     |             |          |
| 10                                            | Germania       | Marcus Ehning                        | Plot Blue                 | 4            | 12       |              |          |     |             |          |
| 10                                            | Germania       | Janne Friederike Meyer               | Lambrasco                 | 4            | 12       |              |          |     |             |          |
| 10                                            | Germania       | Meredith Michaels-Beerbaum           | Bella Donna               | 8            | 12       |              |          |     |             |          |
| 12                                            | Francia        | Simon Delestre                       | Napoli du Ry              | 6            | 14       |              |          |     |             |          |
| 12                                            | Francia        | Olivier Guillon                      | Lord de Theize            | 4            | 14       |              |          |     |             |          |
| 12                                            | Francia        | Penelope Leprevost                   | Mylord Carthago           | 8            | 14       |              |          |     |             |          |
| 12                                            | Francia        | Kevin Staut                          | Silvana                   | 4            | 14       |              |          |     |             |          |
| 13                                            | Belgio         | Dik Demeersman                       | Bufero van Het Panishof   | 8            | 16       |              |          |     |             |          |
| 13                                            | Belgio         | Jos Lansink                          | Valentina van't Heike     | 4            | 16       |              |          |     |             |          |
| 13                                            | Belgio         | Philippe le Jeune                    | Vigo d'Arsouilles         | 8            | 16       |              |          |     |             |          |
| 13                                            | Belgio         | Gregory Wathelet                     | Cadjanine Z               | 4            | 16       |              |          |     |             |          |
| 14                                            | Ucraina        | Björn Nagel                          | Niack de l'Abbaye         | 4            | 21       |              |          |     |             |          |
| 14                                            | Ucraina        | Katarina Offel'                      | Vivant                    | 12           | 21       |              |          |     |             |          |
| 14                                            | Ucraina        | Aleksandr Oniščenko                  | Comte d'Arsouilles        | 23           | 21       |              |          |     |             |          |
| 14                                            | Ucraina        | Cassio Rivetti                       | Temple Road               | 5            | 21       |              |          |     |             |          |
| 15                                            | Cile           | Rodrigo Carrasco                     | Or de la Charboniere      | 17           | 22       |              |          |     |             |          |
| 15                                            | Cile           | Tomas Couve Correa                   | Underwraps                | 5            | 22       |              |          |     |             |          |
| 15                                            | Cile           | Carlos Milthaler                     | Hyo Altanero              | 8            | 22       |              |          |     |             |          |
| 15                                            | Cile           | Samuel Parot                         | Al Calypso                | 9            | 22       |              |          |     |             |          |